# Aphodius thermicola
Aphodius thermicola es una especie de coleóptero de la familia Scarabaeidae.

## Distribución geográfica
Habita en el paleártico: Europa y la mitad norte de Oriente Próximo.